# 1992年ナイジェリア空軍C-130墜落事故
1992年ナイジェリア空軍C-130墜落事故（1992ねんナイジェリアくうぐんC-130ついらくじこ）は、1992年9月26日に発生した航空事故である。ムルタラ・モハンマド国際空港から離陸した直後のナイジェリア空軍のロッキード C-130Hが離陸直後に墜落し、乗員乗客159人全員が死亡した。

## 事故機
事故機のロッキード C-130H（NAF911）は製造番号4624として製造され、1975年に初飛行した機体であり、同機は1975年から76年にかけてナイジェリア空軍に納入された6機のC-130の内の1機であった。

## 事故の経緯
事故機はラゴスからカドゥナ、ジョスへと軍人を輸送するため便であり、ナイジェリア防衛アカデミーの第19、20、21期の士官候補生や第18期の士官数名、そして他国の代表者数名が搭乗する予定であった。同機は元々9月25日に離陸する予定であったが、エンジンの不調により1日遅れての出発となった。その結果、多くの士官候補生は別の移動手段を選んだ。
エンジン等の問題が解決すると同機への搭乗が開始され、最終的に159人が搭乗することとなった。17時32分、夕暮れの中C-130は離陸を許可され、滑走路上で加速し始めた。しかし、滑走路から飛び立った直後に副操縦士が管制にエンジンの不調を報告した。管制官は同機に引き返す許可を出したものの、旋回中に別のエンジンも故障したためパイロットはエジグボグチェプ運河への緊急着陸を決断し、同機を緊急着陸のために旋回させた。この際に3基目のエンジンも故障してしまい、同機は17時35分に機首を急激に下げた状態で運河のほとり沼地に墜落した。事故の衝撃で右翼と尾翼が引きちぎられた。
管制官は同機の異常に気が付いており、ムルタラ・モハンマド国際空港の管理者に通報していたものの、当初同機は小型機だと誤解されていた。その後同機が沼地に墜落したことが判明したものの、すでに暗くなっていたため捜索は翌日に延期された。救急隊が現場に到着した時には生存者はもういなかった。C-130が過密状態であったため、犠牲者の死因は事故後の圧死や沼地に墜落したことによる溺死が多かった。また機体は地面に深く埋まり、多くの遺体は事故の衝撃で引き裂かれていたため、当初は正確な死者数が分からなかった。168人の士官候補生がムルタラ・モハンマド国際空港に集まっていたことが知られていたが、前述の通り多くの士官候補生は別の移動手段を選んでいた。また同機には外国の軍の関係者も搭乗していたため、死者数を163人とする報道もあれば、174人とする報道もある。さらには死者が200人だと報じた新聞も存在した。最終的に、死者はナイジェリア人151人、ガーナ人5人、ジンバブエ人、タンザニア人、ウガンダ人が各1人の計159人だと確定された。この事故はC-130による事故の中で死者数が最多の事故であり、また事故当時はターボプロップ機による事故の中でも最悪の事故であった。2020年現在、ナイジェリアで発生した航空事故の中では3番目に多くの死者を出した事故である。

## 事故原因
エンジンの故障の原因は燃料に異物が混入していたことであった。この異物の混入については、給油ミスによるものなのか、または機体の整備不良によるものなのか、あるいは妨害行為によるものなのかどうかについては判明していない。